# М-48Б-1 (брдски топ)
М-48Б-1 је брдски топ произведен у СФР Југославији. Произведен је послије Другог свјетског рата као прво домаће артиљеријско оруђе у СФРЈ. У литератури се понекад помиње и под ознаком М-46.
Калибра је 76 mm и оспособљен је и за противтенковску борбу. Маса зрна је 6.3 kg.